# Pyrrhorachis punctata
Pyrrhorachis punctata är en fjärilsart som beskrevs av Louis Beethoven Prout 1934. Pyrrhorachis punctata ingår i släktet Pyrrhorachis och familjen mätare. Inga underarter finns listade.